# Esfera privada
A esfera privada é o oposto e o complemento da esfera pública. A esfera privada é um setor determinado da vida em sociedade na qual um indivíduo goza de certo grau de autoridade, livre de intervenções governamentais ou de outras instituições. Exemplos da esfera privada são a família e o lar e escola
. Martin Heidegger afirma que é somente na esfera privada que alguém pode ser autenticamente si mesmo.
Na teoria da esfera pública, no modelo burguês, a esfera privada é aquele domínio da vida de alguém no qual se trabalha para si mesmo. Neste domínio, as pessoas trabalham, trocam bens e sustentam as suas famílias; é portanto, neste sentido, separado do restante da sociedade.
Predefinição:Esfera privada Grega
A esfera privada grega era considerada a esfera da casa (oikos), da família e daquilo que é próprio (idion) ao homem. Tratava-se de um ambiente repleto de violência em que a autoridade máxima pertencia ao chefe da família. O chefe exercia o poder despótico sobre seus subordinados: sua mulher, filhos e escravos. Nesta esfera não era permitido qualquer tipo de discussão livre e racional. A razão de conexão entre o chefe da casa e seus subordinados eram apenas relacionadas às necessidades e carências biológicas de ambos como, por exemplo, alimentação, moradia e segurança. Assim, o motor do lar era a cessão da liberdade dos subordinados ao chefe em troca de proteção, asilo e sustento. A mulher era objetificada por seu possuidor, possuía apenas a função de procriação e cuidado dos filhos. Os escravos, por sua vez, auxiliavam o chefe da família nas atividades domésticas que geralmente envolviam força física. Na esfera privada a desigualdade era condição de existência: o chefe da família comandava e os outros membros da família obedeciam. Não haviam quaisquer limitações jurídicas sobre o comportamento e autoridade do possuidor, pois assim seria assegurado a ele a ordem doméstica e da mesma forma o poder total sobre vida e morte. Inserido na esfera privada, o homem encontrava-se privado da mais importante das capacidades, a ação política. O homem só era inteiramente humano se ultrapassasse o domínio instintivo e natural da vida privada.
A esfera privada grega relaciona-se também a noção de privativo, conforme afirma Hanna Arendt (1997) a redução da vida à condição de privatividade significa delimitar o espaço de convívio e atuação social dos indivíduos. A consequência moderna dessa ideia de privaticidade, segundo Arendt (1997), é o surgimento de uma sociedade de massas formada por seres humanos não somente privados de seu lugar no mundo, mas também do espaço de seu lar. 
Predefinição:Esfera Privada Moderna
 A esfera privada moderna nasce a partir da mudança estrutural da esfera pública em que Estado e sociedade passam a interpenetrar-se. Por um lado a esfera íntima passa a cuidar de atividades designadas para formação social antes responsabilidade da esfera pública enquanto, por outro lado, a esfera privada representada pela estrutura familiar já não é mais é responsável por si, já que o Estado passa a ser provedor de garantias sociais. Dessa forma, a família, como reitera Habermas, tornou-se desprivatizada através de garantias públicas, contudo a esfera íntima passou a ser desenhada mantendo distância da comunidade, fato que gerou um esvaziamento da esfera privada, impactando até mesmo nas construções de casas e cidades em que o isolamento pode ser notado.  

A mudança estrutural da Esfera privada nos tempos modernos indica também a decadência da esfera literária antes existente, visto que com o surgimento de novas mídias o consumo de uma comunicação de massa foi possibilitado tornando o público, anteriormente tido como pensador de cultura, apenas consumidor de cultura. Essa esfera pública de consumismo cultural passou a vigorar, a serviço da propaganda econômica e política.